# 朝倉城 (土佐国)
朝倉城（あさくらじょう）は、高知県高知市朝倉にあった日本の城。別名重松城。高知県指定史跡。

## 概要
高知市西部、高知大学西側の標高103メートルの丘陵上に位置し、頂上のおよそ2000平方メートルの平坦地を本曲輪とし、周囲にも出丸を築いていた。
本山城主・本山茂宗は、大永（1521～1527）年間に土佐中央部に進出した。朝倉城築城は天文元年（1532年）頃とも言われている。その後、長宗我部氏や土佐一条氏と土佐国の覇権をめぐって争い続けた。
永禄5年（1562年）には長宗我部元親が3,000人の兵を率いて当城を攻め、本山茂辰はこれを撃退した。しかし翌永禄6年（1563年）に本山城に退去した際に当城は焼かれ、廃城となった。
1953年（昭和28年）1月29日、高知県指定史跡に登録された。山頂の詰めの段、および東西に連なる3つの曲輪群を中心に、石垣や土塁、石積み井戸、南北東の竪堀と付属する二重三重の横堀が現存している。

## 現地情報

### 所在地
- 高知県高知市朝倉丁546

### アクセス
- JR土讃線朝倉駅、またはとさでん交通伊野線朝倉駅前停留場から徒歩約15分
- とさでん交通伊野線朝倉神社前停留場から徒歩約8分
- とさでん交通バス「朝倉神社前」バス停下車、徒歩約8分
- 高知自動車道伊野インターチェンジより県道386号経由で約3.0km。